# Jan Kemp
Jan Christoffel Greyling Kemp (Amersfoort (Zuid-Afrika), 10 juni 1872 – Piet Retief, 31 december 1946) was een Zuid-Afrikaanse Boerengeneraal van het Krugersdorp Commando en minister. De stad Jan Kempdorp is naar hem vernoemd.
Kemp was een bittereinder tijdens de Tweede Boerenoorlog. Na de oorlog diende hij de Britsgezinde Unie van Zuid-Afrika, maar sloot zich in 1914 aan bij de anti-Britse Maritz-rebellie. De opstand werd onderdrukt en Kemp werd veroordeeld tot een gevangenisstraf. Later schopte Kemp het tot minister van landbouw onder premier James Barry Munnik Hertzog van 1924 tot 1939.
- Gemeinsame Normdatei: 1069967092
- International Standard Name Identifier: 0000 0000 4757 5486
- Library of Congress Control Number: no2007091936
- Nederlandse Thesaurus van Auteursnamen: 182158004
- Virtual International Authority File: 76100155
- WorldCat: E39PBJxWTDgKGxrRWFkRHM4Qbd